# Sphaerodactylus corticola
Espèce
Synonymes
- Sphaerodactylus corticolus Garman, 1888

Statut de conservation UICN

 LC  : Préoccupation mineure
Sphaerodactylus corticola est une espèce de geckos de la famille des Sphaerodactylidae.

## Répartition
Cette espèce est endémique des Bahamas. Elle se rencontre dans les îles de Crooked Island, de North Cay, de Fish Cay, de Castle Island, de Plana Cays, d'Acklins, de San Salvador et de Rum Cay.

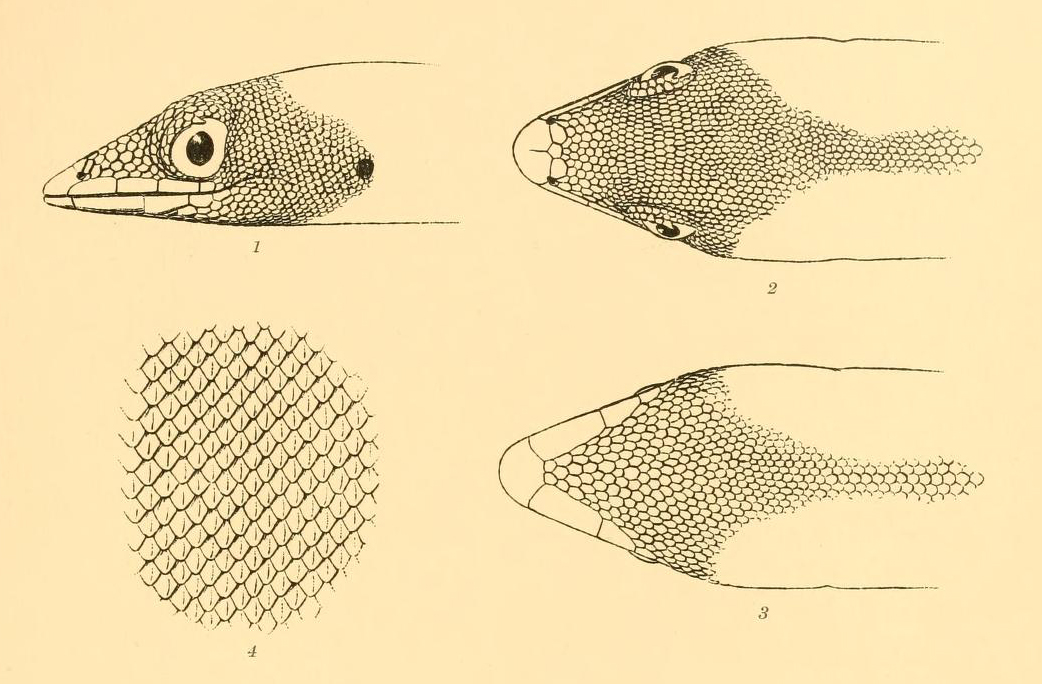

## Liste des sous-espèces
Selon The Reptile Database (15 juin 2012) :
- Sphaerodactylus corticola aporrox Schwartz, 1968
- Sphaerodactylus corticola campter Schwartz, 1968
- Sphaerodactylus corticola corticola Garman, 1888
- Sphaerodactylus corticola soter Schwartz, 1968

## Publications originales
- Cochran, 1934 : Herpetological collections from the West Indies made by Dr. Paul Bartsch under The Walter Rathbone Bacon Scholarship, 1928-1930. Smithsonian Miscellaneous Collections, vol. 92, n. 7, p. 1-48 (texte intégral).
- Schwartz, 1968 : The geckos (Sphaerodactylus) of the southern Bahama Islands. Annals of Carnegie Museum, vol. 39, p. 227-271.